# Vic-sur-Cère (tổng)
Tổng Vic-sur-Cère là một tổng thuộc tỉnh Cantal và trùng với vùng cổ Auvergnate của Carladez.

## Địa lý
Tổng này được tổ chức xung quanh Vic-sur-Cère ở quận Aurillac. Độ cao khu vực này dao động từ 440 m (Cros-de-Ronesque) đến 1 855 m (Saint-Jacques-des-Blats) với độ cao trung bình 826 m.

## Hành chính
| Giai đoạn | Ủy viên                | Đảng            | Tư cách                                                                                                   |
| --------- | ---------------------- | --------------- | --- |
| 2001-2014 | Louis-Jacques Liandier | RPR rồi đến UMP | Phó chủ tịch tổng hội đồng Phó chủ tịch Cộng đồng các xã Cère et Goul en Carladès Thị trưởng Vic-sur-Cère |

## Các đơn vị trực thuộc
Tổng Vic-sur-Cère gồm 12 xã với dân số 5 365 người (điều tra dân số năm 1999, dân số không tính trùng)
| Xã                      | Dân số | Mã bưu chính | Mã insee |
| ----------------------- | ------ | ------------ | -------- |
| Badailhac               | 122    | 15800        | 15017    |
| Carlat                  | 305    | 15130        | 15028    |
| Cros-de-Ronesque        | 137    | 15130        | 15058    |
| Jou-sous-Monjou         | 136    | 15800        | 15081    |
| Pailherols              | 153    | 15800        | 15146    |
| Polminhac               | 1 156  | 15800        | 15154    |
| Raulhac                 | 332    | 15800        | 15159    |
| Saint-Clément           | 80     | 15800        | 15180    |
| Saint-Étienne-de-Carlat | 115    | 15130        | 15183    |
| Saint-Jacques-des-Blats | 325    | 15800        | 15192    |
| Thiézac                 | 614    | 15800        | 15236    |
| Vic-sur-Cère            | 1 890  | 15800        | 15258    |

## Biến động dân số
| 1962                                                     | 1968  | 1975  | 1982  | 1990  | 1999  |
| -------------------------------------------------------- | ----- | ----- | ----- | ----- | ----- |
| 6 068                                                    | 6 563 | 6 197 | 6 052 | 5 646 | 5 365 |
| Nombre retenu à partir de 1962 : dân số không tính trùng |       |       |       |       |       |